# Ghiacciaio Dilemma
Il ghiacciaio Dilemma è un ghiacciaio lungo circa 11 km situato nella regione sud-occidentale della Dipendenza di Ross, nell'Antartide orientale. Il ghiacciaio, il cui punto più alto si trova a circa 900 m s.l.m., si trova sulla costa di Hillary e ha origine dal versante orientale della dorsale Worcester, da cui fluisce verso nord-est, scorrendo tra il versante settentrionale del monte Ant Hill e quello meridionale del picco Northcliffe, fino a unire il proprio flusso a quello del ghiacciaio Skelton.

## Storia
Il ghiacciaio Dilemma è stato mappato e così battezzato dai membri del reparto neozelandese della Spedizione Fuchs-Hillary, condotta dal 1956 al 1958. Il nome deriva dalle difficoltà trovate dai membri della spedizione nel discendere il ghiacciaio.